# Inga Brederová

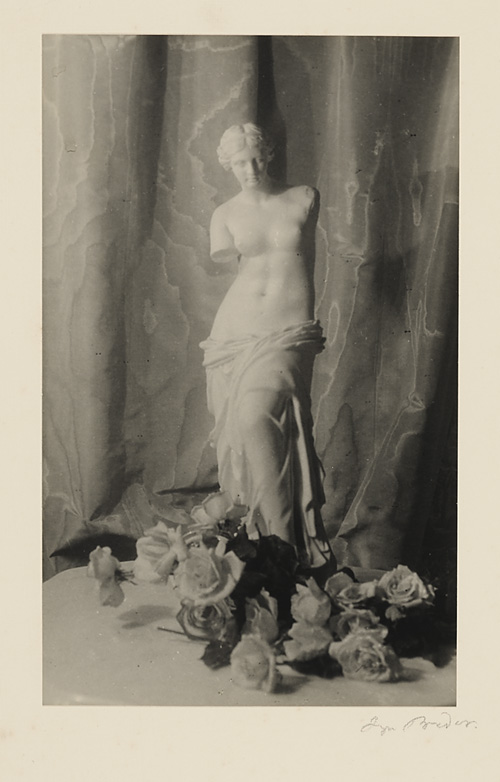
Zátiší, Venuše z Milo. Udělena první cena v letní soutěži 1930 skupina III třídy II. Vystaveno na jubilejní výstavě Kameraklubbu v Oslu v březnu 1931 v Blomquistu.

Inga Brederová (nepřechýleně Inga Breder; 1855 v Bodø – 28. prosince 1933) byla aktivní amatérská norská fotografka a členka klubu Oslo Kamera Klubb.

## Životopis
Brederová se narodila v Bodø, ale brzy se přestěhovala do Drammenu a v roce 1895 do Kristianie (Oslo). Již od počátku v roce 1921 se stala členkou Oslo Kamera Klubb a byla aktivní vystavovatelkou a velmi aktivní v soutěžích. Byla také členkou poroty.
Brederová fotografovala jak krajiny, tak městské motivy, portréty, interiéry i zátiší. Zejména její zátiší získaly velkou pozornost a byly oceněny na výstavách. Odrážejí její zájem o umění a schopnost komponovat. Její zátiší „Krystall“ bylo zveřejněno v katalogu pro výstavu „Första Internationalella Utställningen“, která se konala ve Stockholmu v roce 1926.
Norské fotografické Preus museum vlastní sbírku jejích fotografií.

## Galerie

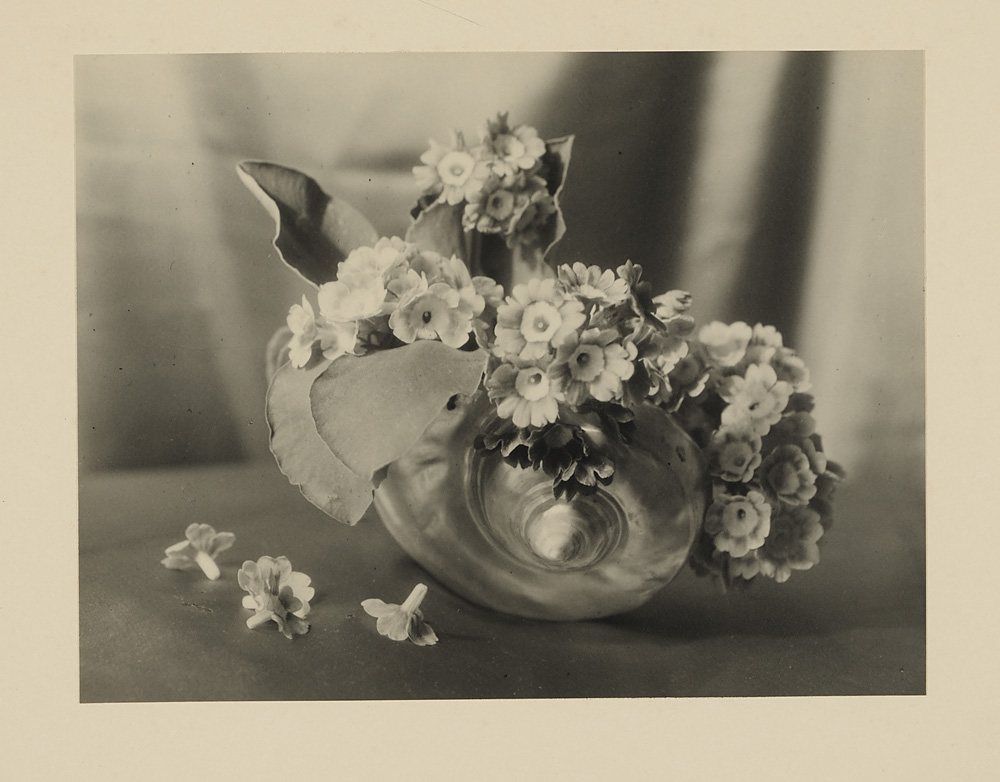
Zátiší
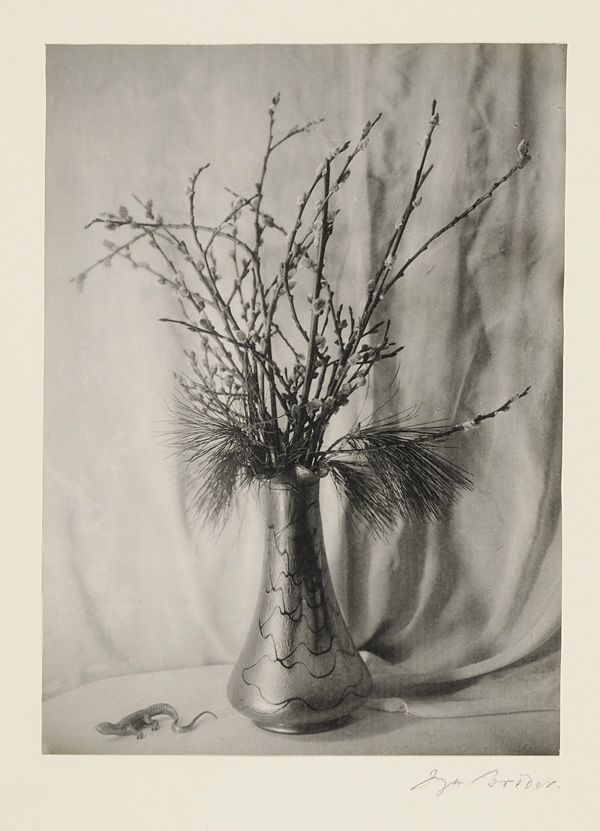
Zátiší
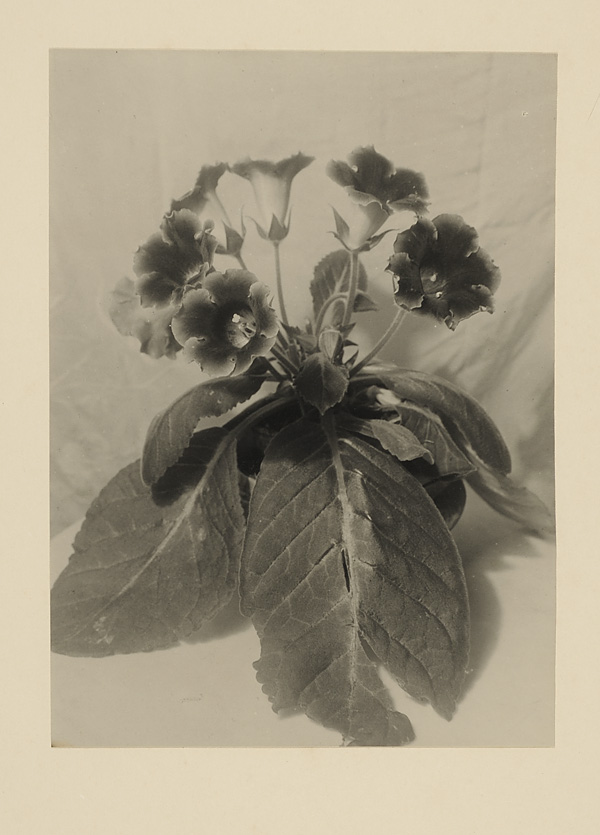
Zátiší
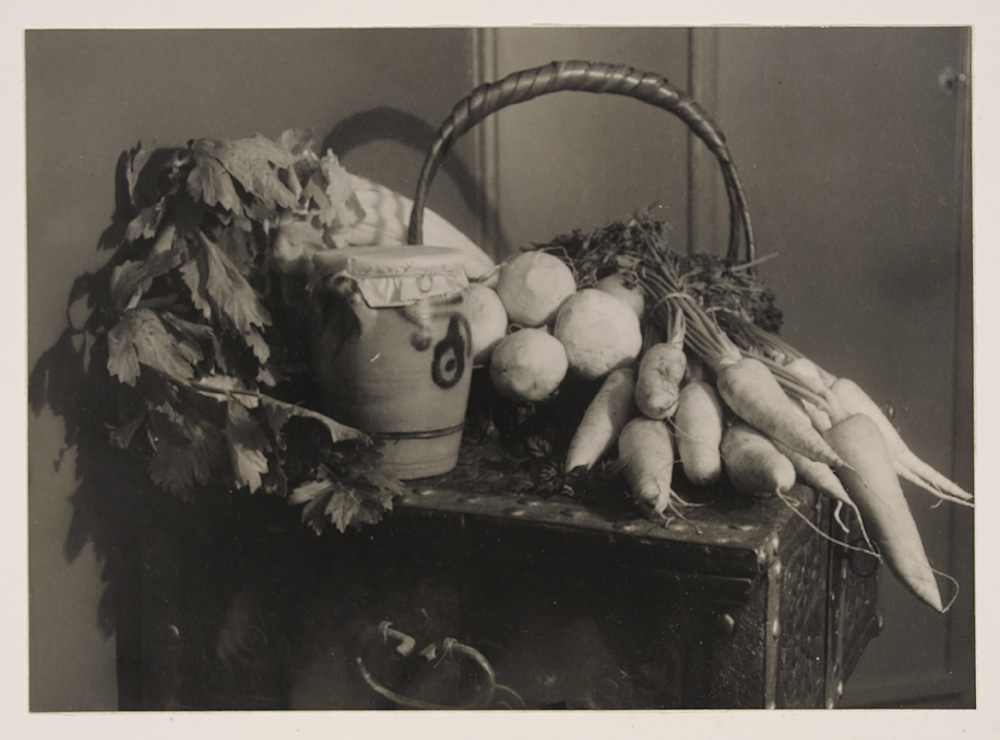
Zátiší
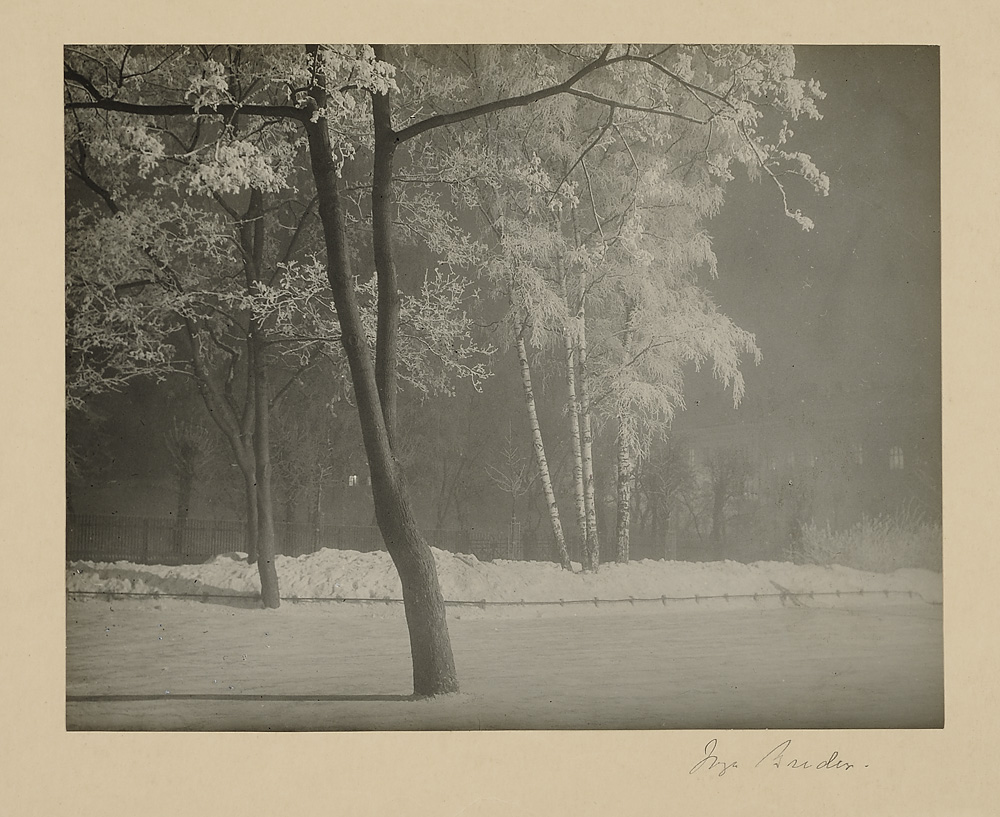
Krajina
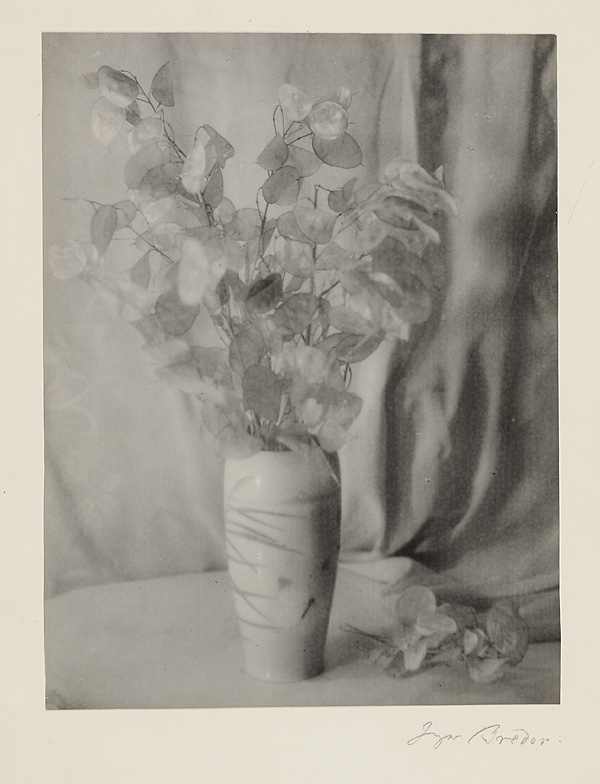
Zátiší
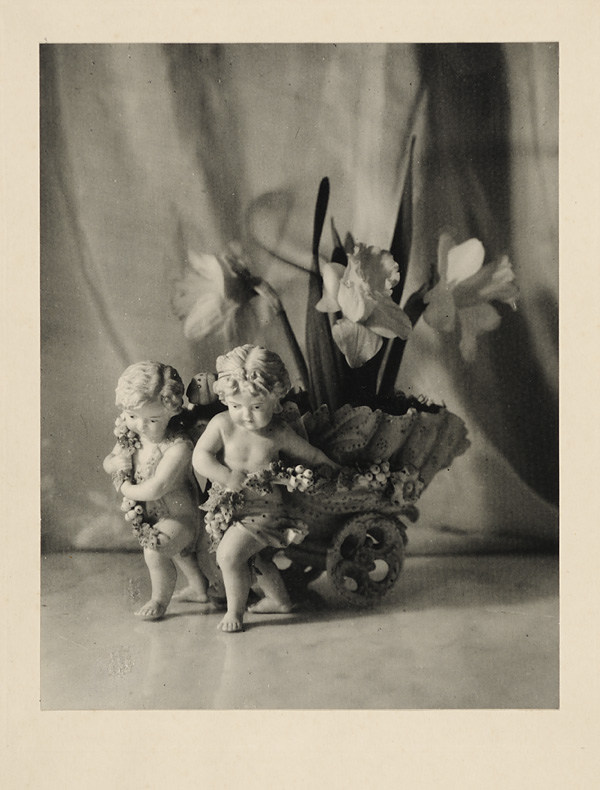
Zátiší
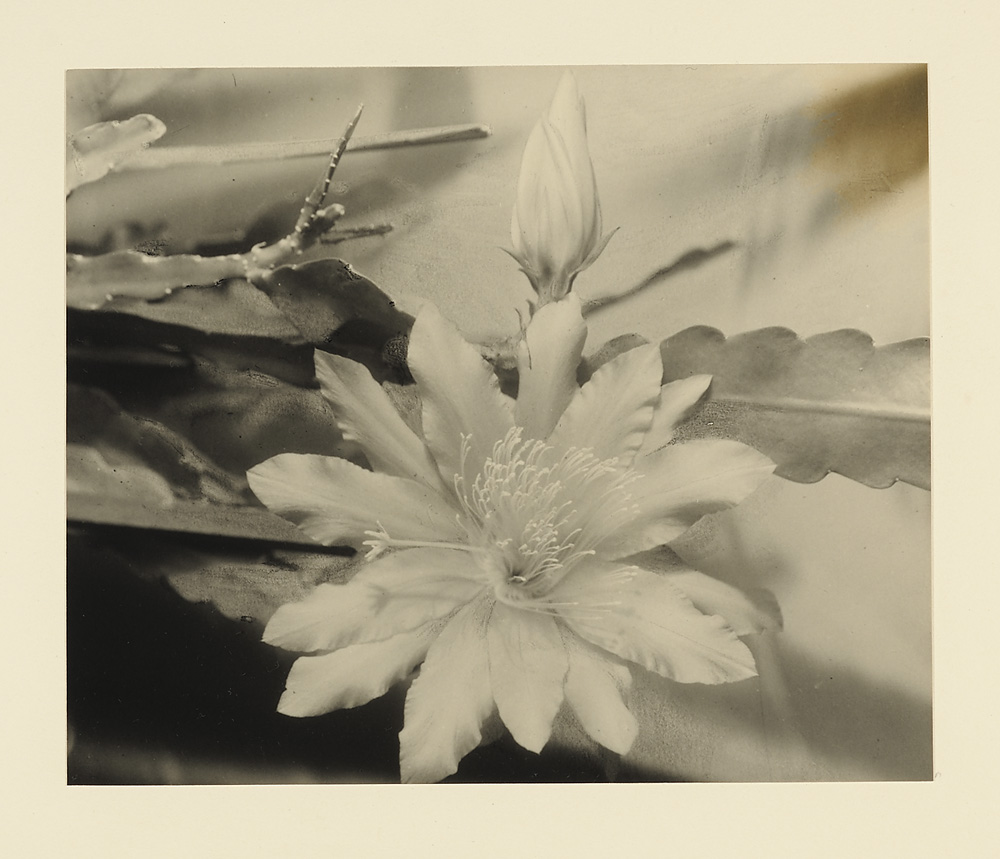
Zátiší
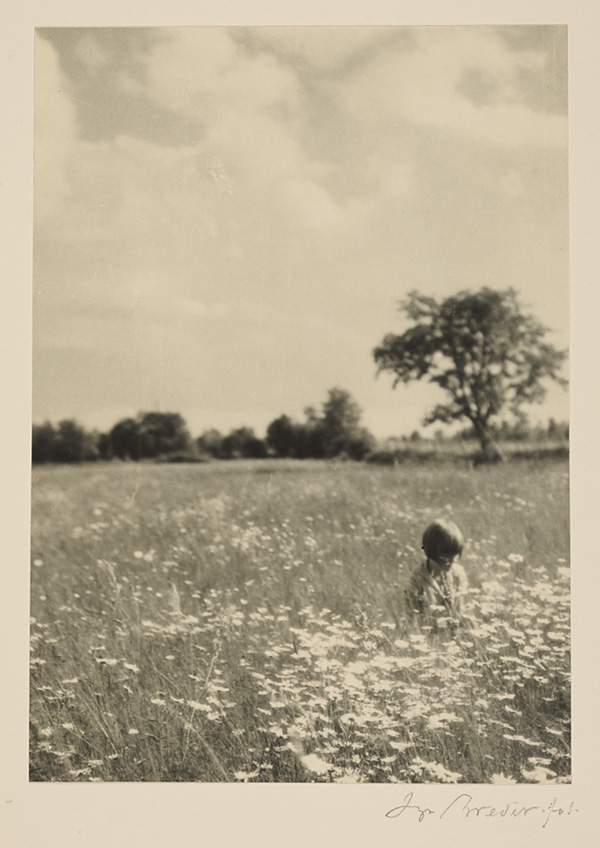
Léto